# 野原種次郎
野原 種次郎（のはら たねじろう、1872年6月13日（明治5年5月8日） - 1937年（昭和12年）9月11日）は、日本の政治家。衆議院議員（1期）。

## 経歴
兵庫県川辺郡、のちの東谷村（現川西市）で生まれた。農業を営む。東谷村議、同村長、川辺郡会議員、兵庫県議、兵庫県町村会会長、同農会評議員、所得税調査委員、兵庫県農政協会理事、北摂銀行頭取、能勢妙見自動車、猪名川水力電気、妙見鋼索鉄道各(株)社長となる。
1925年（大正14年）の兵庫5区の補欠選挙において無所属で立候補して当選した。その後、立憲政友会に入り、衆議院議員を1期務めた。1928年（昭和3年）の第16回衆議院議員総選挙には立候補しなかった。1937年死去。